# Keshavapura, Belur
Keshavapura là một làng thuộc tehsil Belur, huyện Hassan, bang Karnataka, Ấn Độ.